# Chalciporus griseus
Chalciporus griseus är en svampart som först beskrevs av Heinem. & Rammeloo, och fick sitt nu gällande namn av Klofac & Krisai 2006. Chalciporus griseus ingår i släktet Chalciporus och familjen Boletaceae.   Inga underarter finns listade i Catalogue of Life.